# キリスト者学生会
キリスト者学生会（きりすとしゃがくせいかい）は、福音主義、聖書信仰に立つプロテスタントの学生団体。尾山令仁らによって設立された。日本福音同盟の協力会員。略称はKGK。

## 歴史
敗戦後、空襲によって教室が不足していた早稲田大学は日曜も授業をすると発表した。主日礼拝を守るため尾山令仁は反対の署名運動をしたが、日曜授業を止めることはできなかった。そのため、尾山は信仰の仲間を募り学内で主日礼拝を守ることにした。尾山はキリスト者学生会を早稲田大学当局に登録し、ここにキリスト者学生会が始まった。
尾山とKGK初代総主事の働きによって、この活動は全国の大学に拡大していった。KGKはチャールズ・ハンメルを通して紹介された海外のキリスト者学生団体IVCFと交わりを持ったが、IVCFの一部になったことはない。
1962年に有賀寿が初代の総主事となった。有賀が1971年に辞任した後にしばらく間があき、1978年に太田和功一が2代目の総主事となる。
2003年には、宗教法人としての認証を文化庁により受けた。これは直接的には、お茶の水の事務所ビルの敷地所有権がキリスト者学生会にもあったからであって、法人格を取得し、所有者の一人となって、その手続きを進めなければならない事情があった。